# 153
153 је била проста година.

## Догађаји
- У римској провнцији Египту се јављају мањи устанци против римске власти.

- Конзули Луције Фулвије и Гај Брутије Презент. Конзул-суфект Аулус Јуније Руфин. квестор - Луције Вер.
- Разорне поплаве у Кини, због рушења брана на Жутој реци.
- Устанак у кнежевини Чеши (Синђанг). Побуњеници беже код Сјонгна.